# 주앙 4세
주앙 4세(João IV de Portugal, 1604년 3월 18일 ~ 1656년 11월 6일)는 포르투갈 왕국을 다스린 브라간사 왕가 최초의 국왕(재위: 1640년 ~ 1656년)이다. 제8대 브라간사 공작(재위: 1630년 ~ 1656년)이었으며 브라간사 공작 주앙 2세로 불렸다. 브라간사가과 공작위 시조는 주앙 1세의 서자인 아폰수 1세이다.
1580년에 스페인 펠리페 2세에 의해 동군연합 형식으로 포르투갈이 스페인 왕국에 합병되었다가, 60년 만인 1640년에 분리 독립전쟁을 하면서 포르투갈 국왕으로 추대되었다.

## 생애
주앙은 브라간사 공작 테오도지오 2세와 스페인 귀족 출신의 아나 데 벨라스코의 아들로 태어났다. 그의 할머니 가마랑이스 공녀 카타리나는 마누엘 1세의 손녀이자 기마랑이스 공작 두아르트 1세의 딸로서 아비스 왕가의 혈통을 잇는 포르투갈의 왕녀였다.
1576년 외숙 기마랑이스 공작 두아르트 2세이 남계후사 없이 사망하여 주앙은 기마랑이스 공작위를 이어받았다. 1580년 이후 스페인과 포르투갈은 동군연합의 관계에 있었지만 포르투갈의 자치권을 인정했던 펠리페 2세와는 달리 이후의 스페인 국왕들은 포르투갈 귀족들을 소외시키고 정복 전쟁에 필요한 자금을 포르투갈에서 충당함으로써 포르투갈인들의 불만을 샀다. 
1640년 7월에 발생한 카탈루냐의 폭동 진압에 스페인 재상 콘데두케 데 올리바레스)가 포르투갈 병력을 이용한 것이 촉발제가 되어 쿠데타가 발생하였다. 브라간사 공작 주앙이 포르투갈의 귀족들과 함께 스페인 총독을 몰아내고 같은 해 포르투갈의 국왕 주앙 4세로 즉위했다. 즉위 후 스페인과의 독립전쟁은 28년간 이어졌으며 스페인으로부터 독립을 인정받은 것은  그의 아들 아폰수 6세때인 1668년이 되어서다.

## 가족
- 아내 : 루이자 데 구스만 메디나 시도니아 공녀
  - 아들 : 테오도지오(1634~1653)
  - 딸 : 아나(1635)
  - 딸 : 주아나(1635~1653)
  - 딸 : 카타리나(1638~1705) 잉글랜드와 스코틀랜드의 왕 찰스 2세의 왕비
  - 아들 : 마누엘(1640)
  - 아들 : 아폰수 6세(1643~1683)
  - 아들 : 페드루 2세(1648~1703)